# Болница Џонс Хопкинс
Болница Џонс Хопкинс (БЏХ) је наставна болница и биомедицинска истраживачка установа при Медицинском факултету Џонс Хопкинс у Балтимору, Мериленд. Основана је 1889. године. Болница Џонс Хопкинс и припадајућа медицинска школа сматрају се оснивачким институцијама модерне америчке медицине и местом где су настале бројне чувене медицинсе традиција, укључујући визите пацијентима и друго. У болници је основано неколико медицинских специјалности, укључујући неурохирургију Харвија Кушинга и Волтера Дендија, кардиохирургију Алфреда Блелока и Вивијен Томас, и дечију психијатрију Леа Канера. Дечији центар Џонс Хопкинс, који пружа медицинску и другу негу бебама, деци, тинејџерима и младим, од 0 до 21 године, налази се у склопу болнице.
Болница Џонс Хопкинс се сматра једном од највећих светских болница и медицинских установа. Током 21 узастопне године, од 1991. до 2020., била је рангирана као најбоља болница у Сједињеним Америчким Државама од стране U. S. News & World Report. У свом издању за 2019–2020, U. S. News & World Report рангирао је болницу за 15 специјализација за одрасле и 10 специјализација за децу; болница је заузела 1. место у Мериленду и трећа на националном месту иза Клинике Мејо у Рочестеру, Минесоти и Опште болнице Масачусетса у Бостону. Болница је 2021. обележила 32 узастопне године пласмана у првих пет болница у земљи.
Оснивање болнице 1889. године омогућено је филантропским завештањем од преко 7 милиона долара од стране градског трговца, банкара, финансијера, грађанског лидера и филантропа Џонса Хопкинса, што је у то време било највеће завештање у историји Сједињених Америчким Држава. Болница се налази на адреси 600 North Broadway у Балтимору.

## Оснивање
Џонс Хопкинс (1795–1873), трговац и банкар из Балтимора, оставио је имање од приближно 7 милиона долара (173,84 милиона долара 2022.) када је умро 24. децембра 1873. у својој градској вили у улици Вест Саратога, западно од улице Нортх Ајџ 7. У свом тестаменту је тражио да се његово богатство искористи за оснивање три институције које ће носити његово име: „Универзитет Џонс Хопкинс“, „Болница Џонс Хопкинс“ и „Азил за обојену сирочад Џонс Хопкинс“. У то време, ово је била највећа задужбина и донирање у историји САД.
Пред крај свог живота, Хопкинс је одабрао 12 истакнутих становника Балтимора за поверенике свога пројекта. Годину дана пре смрти, послао је свакоме писмо у којем им је рекао да даје „тринаест јутара земље, која се налази у граду Балтимору, на којима жели да подигне болницу. Он је пожелео болницу која ће се „по изградњи и уређењу упоредити са било којом другом институцијом сличног карактера у овој земљи или у Европи“ и упутио је своје поверенике да „за услуге Болнице обезбеде лекаре и хирурге највишег карактера и највећег умећа“.
Хопкинс је наложио повереницима да „стално имају на уму да је моја жеља и сврха да болница на крају буде део Медицинског факултета тог универзитета за који сам у свом тестаменту дао довољно средстава“. Позивајући на овај интегрални однос између бриге о пацијентима, оличеног у болници, и наставе и истраживања, оличених на универзитету, Хопкинс је поставио темеље за огромне промене у америчкој медицини. Визија Џонса Хопкинса, две институције у којима би медицинска пракса била повезана са медицинским истраживањима и медицинским образовањем, била је револуционарна.

## Достигнућа
Медицинска достигнућа на Џонс Хопкинсу укључују прву операцију промене пола, из мушкарца у жену, у САД која је обављена 1966. године на Клиници за родни идентитет Хопкинс.
Два од најдалекосежнијих напретка у медицини током последњих 25 година такође су направљена у Хопкинсу. Прво, Нобеловом наградом награђено откриће рестрикцијских ензима, што је покренуло индустрију генетског инжењеринга. Друго, откриће природних опијата мозга изазвало је експлозију интересовања за путеве и функције неуротрансмитера . Остала достигнућа болнице укључују развој ХеЛа од стране Џорџа Ота Геја, шефа истраживања културе ткива 1951. године, прве и вероватно најважније линије људских ћелија узгајаних у култури, идентификацију три типа вируса дечије парализе и прву операцију „плаве бебе“, коју је урадио хирург Алфред Блалок, у сарадњи са дипломом Хелен Б. Таусег и хируршким техничарем Вивијен Томас, што је отворило пут савременој кардиохирургији.
Допринос срчаној хирургији дао је откриће хепарина, стручњака са Хопкинса. Џонс Хопкинс је такође објавио The Harriet Lane Handbook, који је педијатри користе преко 60 година.

## Операције
Болница заузима отприлике 20 од 60 зграда у медицинском кампусу Џонс Хопкинс. Комплекс има преко 80 улаза и прима 80.000 посетилаца недељно. У њему се налази преко 1.000 кревета и има преко 1.700 запослених лекара као и преко 30.000 укупно запослених.
Џонс Хопкинс такође пружа консултације на даљину лекарима и болницама широм света, преко платформе Гранд Роунд и користи исту платформу да помогне пацијентима да пронађу идеалног специјалисте за њихове јединствене потребе.
Медицински факултет Џонс Хопкинс и болница Џонс Хопкинс суочили су се са критикама због етичких питања и истраживачких методологија.